# Denkendorf (Bavaria)
Denkendorf este o comună din districtul Eichstätt, landul Bavaria, Germania.
Comuna este situată la nord de orașul Ingolstadt în Parcul natural Altmühltal. Din punct de vedere administrativ de comună mai aparțin: Altenberg, Riedelshof, Bitz, Dörndorf, Gelbelsee, Straßhaus, Schönbrunn, Batzenhäusl, Schmalhaus și Zandt.